# Amalthée et la chèvre de Jupiter
Pour les articles homonymes, voir Amalthée et Jupiter.
Amalthée et la chèvre de Jupiter ou L'Amalthée ou Jeune fille à la chèvre est une sculpture française du XVIIIe siècle, de style néo-classique allégorique, en marbre, réalisée entre 1785 et 1787 par le sculpteur français Pierre Julien, et exposée au château de Rambouillet et au musée du Louvre de Paris.

## Historique
Premier prix de Rome de sculpture en 1765, Pierre Julien, âgé de 34 ans, entre à l'École royale des élèves protégés du roi Louis XV. Pensionnaire de l'Académie de France à Rome de 1768 à 1773, il est reçu en 1778 à l'Académie royale de peinture et de sculpture de Paris, avant de devenir professeur de sculpture à l'école des beaux-arts de Paris, élu membre de l'Institut de France en 1795, et chevalier de la Légion d'honneur.

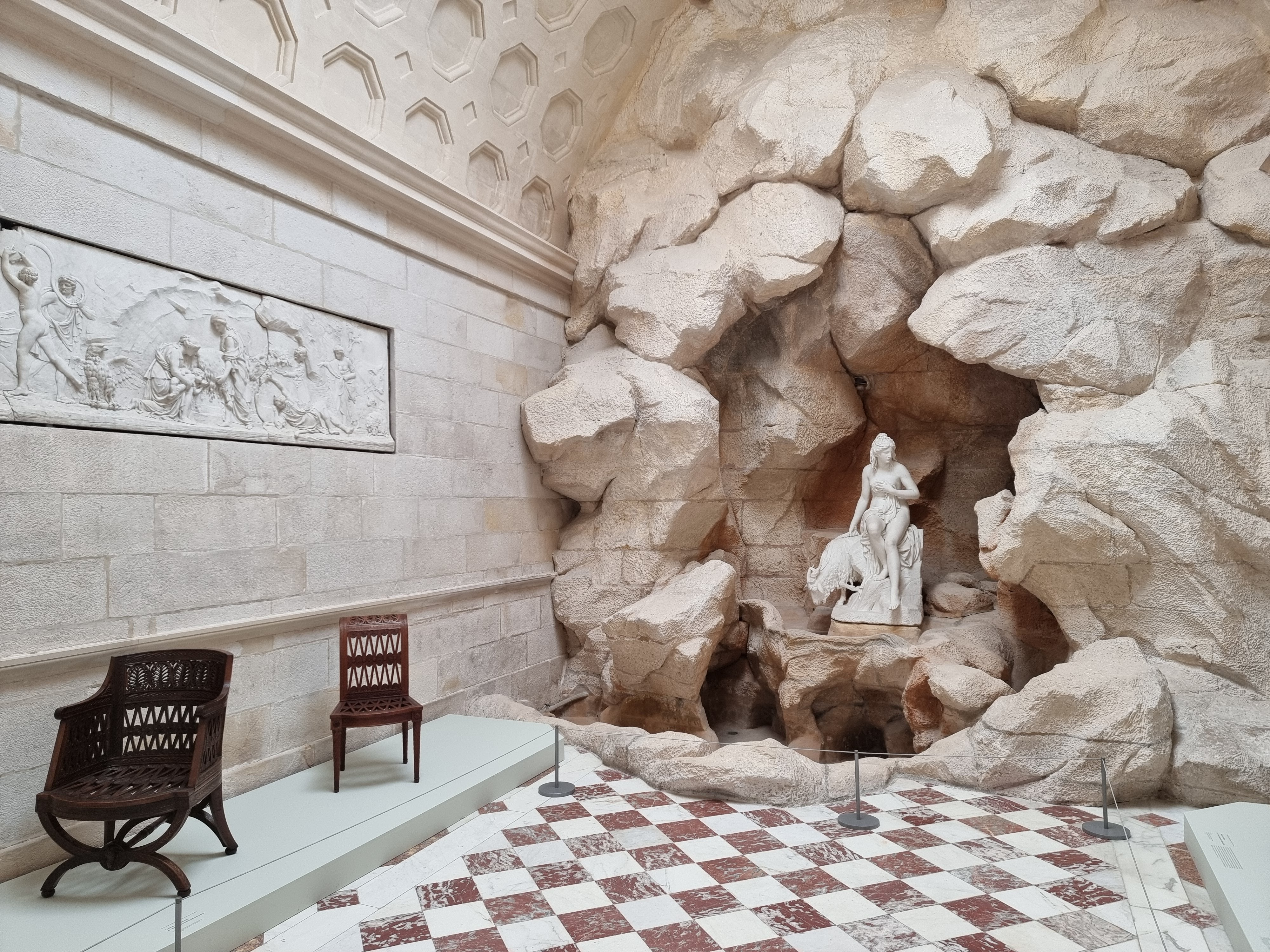
laiterie de la reine, de la ferme du château de Rambouillet.

Le roi de France Louis XVI commande cette œuvre pour la « laiterie de la reine, » qu'il fait construire en 1785 pour son épouse la reine de France Marie-Antoinette dans la ferme du château de Rambouillet (variante de hameau de la Reine de 1783 du château de Versailles),,.
Pierre Julien sculpte cette statue allégorique en marbre « Amalthée et la chèvre de Jupiter » avec Amalthée, déesse-nourrice du dieu des dieux Jupiter (ou Zeus) enfant, dont une corne cassée de sa chèvre devient une corne à boire et la corne d'abondance de la mythologie gréco-romaine avec laquelle elle nourrit l'enfant de nectar et d'ambroisie pour lui assurer l'immortalité des dieux de l'Olympe. 
La statue est exposée au musée du Louvre de Paris. Divers moulages sont exposés entre autres à la Laiterie de la Reine d'origine du château de Rambouillet, ou encore sur la fontaine de la nymphe Amalthée du bld Carnot du Puy-en-Velay (d'où Pierre Julien est originaire et a fait son apprentissage, avec un moulage conservé au musée Crozatier du Puy-en-Velay). 